# 联盟号飞船
联盟号（俄语：Союз，國際音標：[sɐˈjʉs]）是苏联研制的第三代载人飞船，与之相对应的载人航天计划称为联盟计划，其名「聯盟」即指蘇聯。該款太空船由苏联第一设计局在1960年代为苏联登月计划而设计，蘇聯解體後由俄羅斯聯邦太空局繼續使用至今。在2011年美国航天飞机退役后，到2020年5月30日SpaceX公司载人龙飞船2号首飞前，乘坐联盟号飞船是各国宇航员往返国际空间站的唯一途径。联盟号飞船低廉的成本，极佳的可靠性和升级潜力让其在首飞50年后仍然活跃在航天舞台上。截至2021年，各型联盟号飞船已经执行了超过140次任务。

## 历史
联盟号飞船原先是为了苏联载人绕月计划和进一步的登月计划所设计的，于1966年11月28日进行了第一次无人测试飞行，没有成功。在测试不足的情况下，正与美国进行登月竞赛的苏联当局在仓促中于1967年4月23日推进了第一次载人任务，代号为联盟1号。联盟1号任务以惨剧收场：飞船从入轨的一刻起就发生了一系列故障，最后因为降落伞无法展开导致宇航员科马洛夫牺牲。血的教训使得苏联当局放缓了发射时间表，完善了联盟号飞船的设计，着重提高了可靠性。1年后的联盟2号是无人任务，而紧接着的联盟3号成功地完成了载人返航。联盟号飞船另一次致命事故是1971年的联盟11号任务——联盟11号宇宙飞船返回舱再入大气层时，其舱内密封性被破坏，导致三名航天员因急速失压死亡。尽管早期事故频发，现在的联盟号飞船在多次改进后被认为是最安全，最经济实惠的载人飞船。另一方面，联盟号也是至今服役最久的载人飞船，拥有漫长而光荣的历史，它曾运载苏联宇航员前往礼炮空间站和和平号空间站，苏联解体后，它又携带着各国宇航员前往国际空间站。国际空间站上永远停泊着一艘联盟号飞船作为驻站宇航员的紧急逃生手段。然而进入商业航空时代后，联盟号飞船的基础设计已经略显过时，俄罗斯正在研制更大的鹰宇宙飞船，计划在未来代替联盟号飞船执行任务。

## 设计
联盟号飞船从前往后由三个部分组成，分别为:

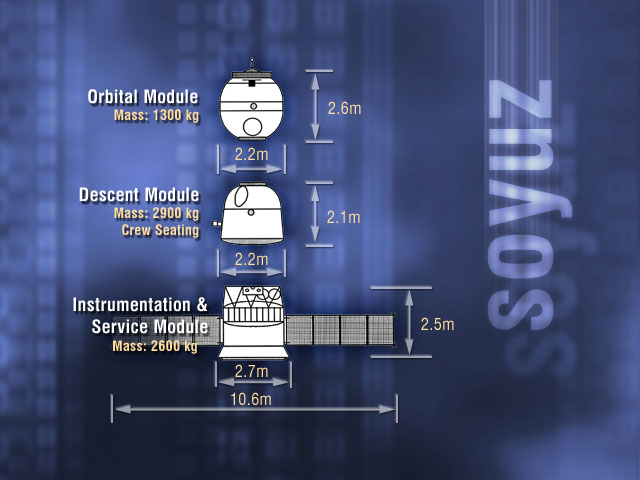
联盟-TMA的三个组成部分

- 一个球形的轨道舱，供應宇航员在軌道上的生活起居
- 一個鐘形的返回舱，讓組員能夠重返地面
- 一個圓柱形的服務艙，外部有提供電力的太陽能板，內部則有各式儀器和引擎

轨道舱和服务舱均是一次性的，在飞船重入大气层时就会被烧毁。乍看一下这种设计略显浪费，但其实这种分体设计大大减小了飞船再入时对防热盾的需要从而从而实现了成本控制和减重。相较于内部容积只有6.2立方米阿波罗指令舱，联盟号飞船的内部可居住空间有7.5立方米，而且不需要重型火箭即可发射。虽然联盟号的各部件不可回收，每次发射都得组装一艘新的飞船，但是联盟号整体制造成本十分低廉，使大规模发射成为可能。

联盟号飞船可以为三名组员提供30天的生命支持。生命支持系统在船内维持着海平面气压的氮/氧大气——舱内的超氧化钾（KO2）罐可以与人体产生的大部分二氧化碳（CO2）和水反应从而生成氧气，剩下的二氧化碳则由另外的氢氧化锂罐吸收。
发射时飞船外部由两片整流罩所保护，在发射2分半后整流罩和發射逃生系統一同与飞船分离。联盟号飞船还配备了自动对接系统，在与其他航天器对接时既可以自动完成任务，也可以由宇航员手动对接。

### 發射逃生系統
苏联第一代的东方号飞船上装有类似飞机上使用的弹射座椅，当紧急情况发生时，宇航员可以选择弹射并使用降落伞逃生。然而这套系统具有缺陷，当飞船高度过低时（比如发射的前20秒），降落伞无法完全展开并使宇航员安全落地。因此，受同时期美国使用的水星飞船上的逃逸塔启发，苏联设计师于1962年开发出了用于联盟号飞船的逃生系统。这套發射逃生系統被称为SAS（羅馬化：Sistema Avarijnogo Spaseniya），联盟号飞船上的感应器会收集信息并自动判断飞船是否处在紧急状态之中（比如判断R-7火箭的助推器是否正常脱离）。一旦遇险，逃逸程序便会启动，逃逸火箭会带着飞船的前半部分脱离火箭主体（而服务舱会留在火箭上）。地面控制人员可以手动开启逃逸程序，然而飞船上的宇航员却没有自主开启的选择。
早期测试显示出在逃逸时在整流罩影响下，联盟号飞船的返回舱和服务舱无法快速干净地分离。后续设计让整流罩本身也能在返回舱和服务舱连接处断裂，使得整个载荷前半部分能作为整体脱离。整流罩外也外加了4片可折叠的翼板。整个系统在1966年到1967年进行了两次测试。
逃生系统的基本设计在50年的使用中几乎保持不变，所有载人联盟号飞船发射时都装有这个系统。唯一的修改是1972年因为重新设计的联盟7K-T型飞船携带了额外的生命支持设备，出于减轻重量的原因，逃逸火箭喷嘴上的整流罩被移除。无人版本的进步号货船装有假逃逸塔，并拆下了整流罩外的可折叠翼片。联盟号在服役历史中遇过3次发射失败：1975年的联盟18a号，1983年的联盟T-10a号和2018年的联盟MS-10号。1975年，运载火箭二三级未能正常分离，宇航员将飞船与第三级火箭分离，并使用联盟号飞船自己的引擎逃生。1983年，运载火箭在地面起火爆炸，宇航员使用逃逸塔逃生。2018年，联盟MS-10号在发射后2分45秒，逃逸塔分离后，因助推器分离时发生了碰撞，火箭姿态异常，宇航员使用整流罩上的次级逃逸火箭逃生。

### 轨道舱

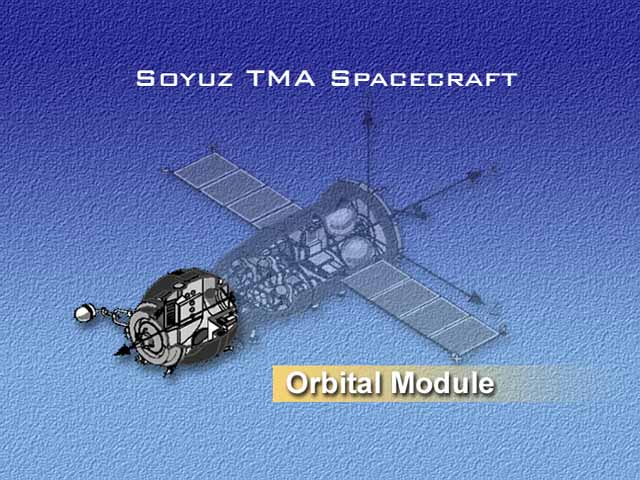
联盟号（TMA）的轨道舱

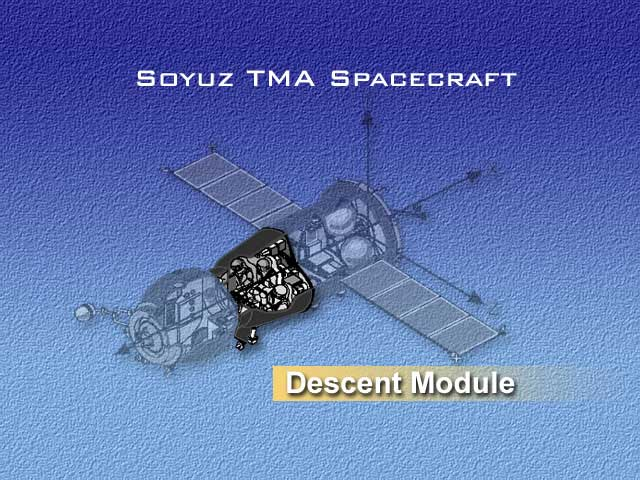
联盟号（TMA）的返回舱

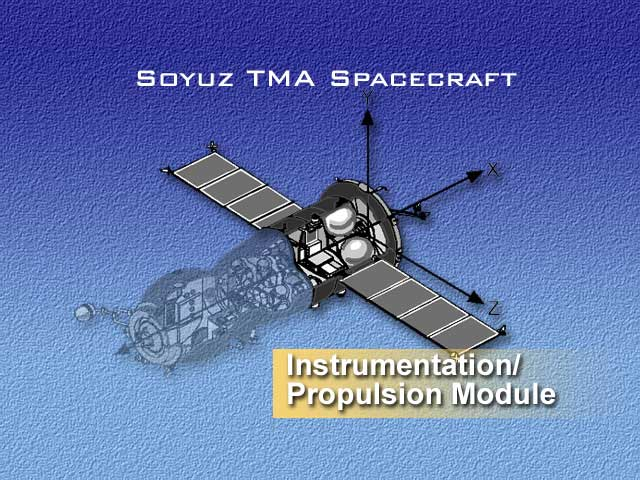
联盟号（TMA）的服务舱

联盟号飞船的前部被称为轨道舱（羅馬化：bytovoi otsek），有时也被称为居住舱。轨道舱中携带了所有飞船再入时不需要的设备，比如实验器材，摄像机和货物。轨道舱同时装有厕所，对接用电子设备，通信设备等等。其内部容积有6立方米，可居住空间有5立方米。自联盟-TM之后，近年的联盟号飞船的轨道舱前部装有一个小窗，让组员获得了前向视野。
轨道舱和返回舱之间的舱门可以被关闭，使得轨道舱可以充当临时的气闸。轨道舱的侧面设有舱门，宇航员可以从这出舱进行太空行走，这个舱门也是火箭发射前宇航员进入飞船的途径。与性命攸关的返回舱不同，轨道舱可以依每次任务的需要进行修改。另外，由于宇航员只在微重力下在轨道舱内活动，使得轨道舱的“上下”与返回舱的“上下”定义不同。通常而言，宇航员习惯以轨道舱的侧面舱门为上，在工作时头对着侧面舱门。
在飞船再入时，联盟号飞船的轨道舱会和返回舱分离。如果不能正常分离，返回舱将会坠毁：处于返回舱上方的轨道舱会妨碍降落伞的展开，反冲火箭也不能支持轨道舱额外的重量。有鉴于此，直到80年代后期，苏联的标准操作是在发动机点火把飞船送入返回轨道之前就分离轨道舱，确保再入时返回舱一定不与轨道舱相连。然而，1988年的联盟TM-5号任务中，苏联宇航员提前分离了轨道舱，却发现自己的飞船无法进入再入轨道。由于缺乏轨道舱里的设施，在近24小时的时间里，苏联宇航员无法使用厕所，也无法再与和平号空间站对接。这一事故使得苏联改变了入轨程序，现在联盟号飞船会在进入返回轨道后再分离轨道舱，以防飞船入轨失败。

### 返回舱
联盟号飞船的中部被称为返回舱（羅馬化：Spuskáyemy Apparát），用于搭载宇航员从太空返回地球。返回舱再入大气时会因大气阻力而急剧升温，因此其表面由多层耐热材料所覆盖。在使用上层大气进行气动刹车后，返回舱先会抛出一副减速降落伞，等速度降低后再抛出主降落伞；直到返回舱离地1米时，其底部的反推火箭会启动，使返回舱平稳落地。设计上，返回舱要求在表面积（特别是隔热盾面积）一定的情况下获取最大的内部容积，因而最理想的形状是球形，苏联最早的东方号飞船便使用了球形返回舱，然而球形无法产生升力，导致再入轨道完全是弹道的，只能保持预定的航向，不可修改。有鉴于此，苏联设计师将联盟号飞船的返回舱改为了钟形，再入时钟形较钝的底部会以一定角度朝下，这样激波会被推离飞船表面，空气会把热量带走而不靠近飞船。同时由于返回舱的质心不在几何中心，返回舱有能力产生一定的升力，从而实现落点的控制。返回舱空间有限，早期型号的联盟号飞船在联盟11号事故后通常携带2名组员，而联盟-T之后的型号可以携带3名组员。联盟号的返回舱的内部容积大约是4立方米，可居住空间有2.5立方米。

### 服务舱
联盟号飞船的后部被称为服务舱（羅馬化：pribórno-agregátny otsék）。服务舱又可以分为两部分，前部是饼状的仪器舱，这个加压模块内包含温度控制系统，供电系统，通讯设备，遥测设备，飞船的导航系统等等；后部是不加压的引擎舱，包含用于飞船变轨和再入的液体火箭引擎和燃料。服务舱外部另外装有姿态控制引擎，传感器，和太阳能电池板。再入时，服务舱会在轨道舱之后与返回舱分离。历史上在联盟5号，联盟TMA-10号和联盟TMA-11号任务期间出现过服务舱和返回舱不完全分离的事故，导致返回舱再入大气层时姿态错误（“小头”朝下），所幸三次事故中均没有出现人员伤亡。

### 太空船主系統

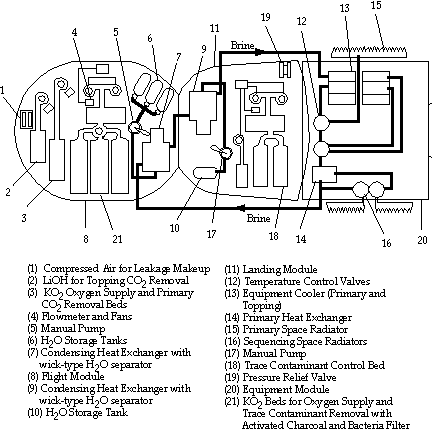
联盟号飞船组成

- 溫度控制系統 - Sistema Obespecheniya Teplovogo Rezhima, SOTR
- 生命維持系統 - Kompleks Sredstv Obespecheniya Zhiznideyatelnosti, KSOZh
- 電力供應系統 - Sistema Elektropitaniya, SEP
- 通訊追蹤系統 - Rassvet（黎明）無線電通訊器，內建測量器（SBI），Kvant-V太空船控制器，Klyost-M電視系統，軌道無線電追蹤（RKO）
- 綜合控制系統 - Sistema Upravleniya Bortovym Kompleksom, SUBK
- 綜合推進系統 - Kompleksnaya Dvigatelnaya Ustanovka, KDU
- “海鸥-3”運動控制系統（SUD）
- 光學視覺裝置（OVP）- VSK-4（Vizir Spetsialniy Kosmicheskiy-4），夜視裝置（VNUK-K, Visir Nechnogo Upravleniya po Kursu），泊定指示燈，駕駛員瞄具（VP-1, Vizir Pilota-1），激光測距儀（LPR-1, Lazerniy Dalnomer-1）
- “航向”对接系統- Курс
- 泊定系統 - Sistema Stukovki i Vnutrennego Perekhoda, SSVP
- 機器人控制系統 - Teleoperatorniy Rezhim Upravleniya, TORU
- 機械臂系統 - Sistema Ispolnitelnikh Organov Spuska, SIO-S
- 降落套件 - Kompleks Sredstv Prizemleniya, KSP
- 攜帶式維生包 - Nosimiy Avariyniy Zapas, NAZ，包含一把TP-82复合手枪或马卡洛夫手枪
- 發射逃生系統 - Sistema Avariynogo Spaseniya, SAS

| 轨道舱（A） 1 泊定系統 2, 4 对接系统雷达 3 电视天线 5 摄像机 6 舱门 | 返回舱（B） 7 降落伞舱 8 潜望镜 9 舷窗 11 防热盾 | 服务舱（C） 10, 18 轨道高度控制引擎 12 地球传感器 13 太阳传感器 14 太阳能板连接处 15 温度传感器 16 对接系统天线 17 主引擎 19 通讯天线 20 燃料罐 21 氧化剂罐 |

## 衍生型
自1960年代以来，联盟号飞船的设计经历了多次修改和迭代。下文列出了其发展史上的一些重要衍生型。

### 規格
| 版本：        | 聯盟7K (1963)         | 聯盟7K-OK (1967–1970) | 联盟7K-LOK (绕月计划) | 聯盟7K-T (1973–1981)  | 聯盟7K-TM (1975)      | 聯盟-T (1976–1986)    | 聯盟-TM (1986–2002)   | 聯盟-TMA (2003–2012)  | 聯盟TMA-M (2010–2016) | 聯盟MS (2016–2020)    |
| 總體          |                       |                       |                       |                       |                       |                       |                       |                       |                       |                       |
| 質量          | 5,880（12,960磅）     | 6,560（14,460磅）     | 9,850（21,720磅）     | 6,800（15,000磅）     | 6,680（14,730磅）     | 6,850（15,100磅）     | 7,250（15,980磅）     | 7,220（15,920磅）     | 7,150（15,760磅）     | 7,080（15,610磅）     |
| 全長          | 7.40米（24.3英尺）    | 7.95米（26.1英尺）    | 10.06米（33.0英尺）   | 7.48米（24.5英尺）    | 7.48米（24.5英尺）    | 7.48米（24.5英尺）    | 7.48米（24.5英尺）    | 7.48米（24.5英尺）    | 7.48米（24.5英尺）    | 7.48米（24.5英尺）    |
| 最大直徑      | 2.50米（8英尺2英寸）  | 2.72米（8英尺11英寸） | 2.93米（9英尺7英寸）  | 2.72米（8英尺11英寸） | 2.72米（8英尺11英寸） | 2.72米（8英尺11英寸） | 2.72米（8英尺11英寸） | 2.72米（8英尺11英寸） | 2.72米（8英尺11英寸） | 2.72米（8英尺11英寸） |
| 翼展          | ?                     | 9.80米（32.2英尺）    | 10.06米（33.0英尺）   | 9.80米（32.2英尺）    | 8.37米（27.5英尺）    | 10.6米（35英尺）      | 10.6米（35英尺）      | 10.7米（35英尺）      | 10.7米（35英尺）      | 10.7米（35英尺）      |
| 軌道艙 (BO)   |                       |                       |                       |                       |                       |                       |                       |                       |                       |                       |
| 質量          | 1,000（2,200磅）      | 1,100（2,400磅）      | ?                     | 1,350（2,980磅）      | 1,224（2,698磅）      | 1,100（2,400磅）      | 1,450（3,200磅）      | 1,370（3,020磅）      | 1,350（2,980磅）      | 1,350（2,980磅）      |
| 全長          | 3.00米（9.84英尺）    | 3.45米（11.3英尺）    | 2.26米（7英尺5英寸）  | 2.98米（9英尺9英寸）  | 3.10米（10.2英尺）    | 2.98米（9英尺9英寸）  | 2.98米（9英尺9英寸）  | 2.98米（9英尺9英寸）  | 2.98米（9英尺9英寸）  | 2.98米（9英尺9英寸）  |
| 直徑          | 2.20米（7英尺3英寸）  | 2.25米（7英尺5英寸）  | 2.30米（7英尺7英寸）  | 2.26米（7英尺5英寸）  | 2.26米（7英尺5英寸）  | 2.26米（7英尺5英寸）  | 2.26米（7英尺5英寸）  | 2.26米（7英尺5英寸）  | 2.26米（7英尺5英寸）  | 2.26米（7英尺5英寸）  |
| 體積          | 2.20 m3（78 cu ft）   | 5.00 m3（177 cu ft）  | ?                     | 5.00 m3（177 cu ft）  | 5.00 m3（177 cu ft）  | 5.00 m3（177 cu ft）  | 5.00 m3（177 cu ft）  | 5.00 m3（177 cu ft）  | 5.00 m3（177 cu ft）  | 5.00 m3（177 cu ft）  |
| 重返艙 (SA)   |                       |                       |                       |                       |                       |                       |                       |                       |                       |                       |
| 質量          | 2,480（5,470磅）      | 2,810（6,190磅）      | 2,804（6,182磅）      | 2,850（6,280磅）      | 2,802（6,177磅）      | 3,000（6,600磅）      | 2,850（6,280磅）      | 2,950（6,500磅）      | 2,950（6,500磅）      | 2,950（6,500磅）      |
| 全長          | 2.30米（7英尺7英寸）  | 2.24米（7英尺4英寸）  | 2.19米（7英尺2英寸）  | 2.24米（7英尺4英寸）  | 2.24米（7英尺4英寸）  | 2.24米（7英尺4英寸）  | 2.24米（7英尺4英寸）  | 2.24米（7英尺4英寸）  | 2.24米（7英尺4英寸）  | 2.24米（7英尺4英寸）  |
| 直徑          | 2.17米（7英尺1英寸）  | 2.17米（7英尺1英寸）  | 2.2米（7英尺3英寸）   | 2.17米（7英尺1英寸）  | 2.17米（7英尺1英寸）  | 2.17米（7英尺1英寸）  | 2.17米（7英尺1英寸）  | 2.17米（7英尺1英寸）  | 2.17米（7英尺1英寸）  | 2.17米（7英尺1英寸）  |
| 體積          | 4.00 m3（141 cu ft）  | 4.00 m3（141 cu ft）  | ?                     | 3.50 m3（124 cu ft）  | 4.00 m3（141 cu ft）  | 4.00 m3（141 cu ft）  | 3.50 m3（124 cu ft）  | 3.50 m3（124 cu ft）  | 3.50 m3（124 cu ft）  | 3.50 m3（124 cu ft）  |
| 服務艙 (PAO)  |                       |                       |                       |                       |                       |                       |                       |                       |                       |                       |
| 質量          | 2,400（5,300磅）      | 2,650（5,840磅）      | ?                     | 2,700（6,000磅）      | 2,654（5,851磅）      | 2,750（6,060磅）      | 2,950（6,500磅）      | 2,900（6,400磅）      | 2,900（6,400磅）      | 2,900（6,400磅）      |
| 可用燃料 (kg) | 830（1,830磅）        | 500（1,100磅）        | 3,152（6,949磅）      | 500（1,100磅）        | 500（1,100磅）        | 700（1,500磅）        | 880（1,940磅）        | 880（1,940磅）        | 800（1,800磅）        | 800（1,800磅）        |
| 全長          | 2.10米（6英尺11英寸） | 2.26米（7英尺5英寸）  | 2.82米（9英尺3英寸）  | 2.26米（7英尺5英寸）  | 2.26米（7英尺5英寸）  | 2.26米（7英尺5英寸）  | 2.26米（7英尺5英寸）  | 2.26米（7英尺5英寸）  | 2.26米（7英尺5英寸）  | 2.26米（7英尺5英寸）  |
| 直徑          | 2.50米（8英尺2英寸）  | 2.72米（8英尺11英寸） | 2.20米（7英尺3英寸）  | 2.72米（8英尺11英寸） | 2.72米（8英尺11英寸） | 2.72米（8英尺11英寸） | 2.72米（8英尺11英寸） | 2.72米（8英尺11英寸） | 2.72米（8英尺11英寸） | 2.72米（8英尺11英寸） |

### 联盟7K（7K-9K-11K绕月复合体的一部分）（1963年）

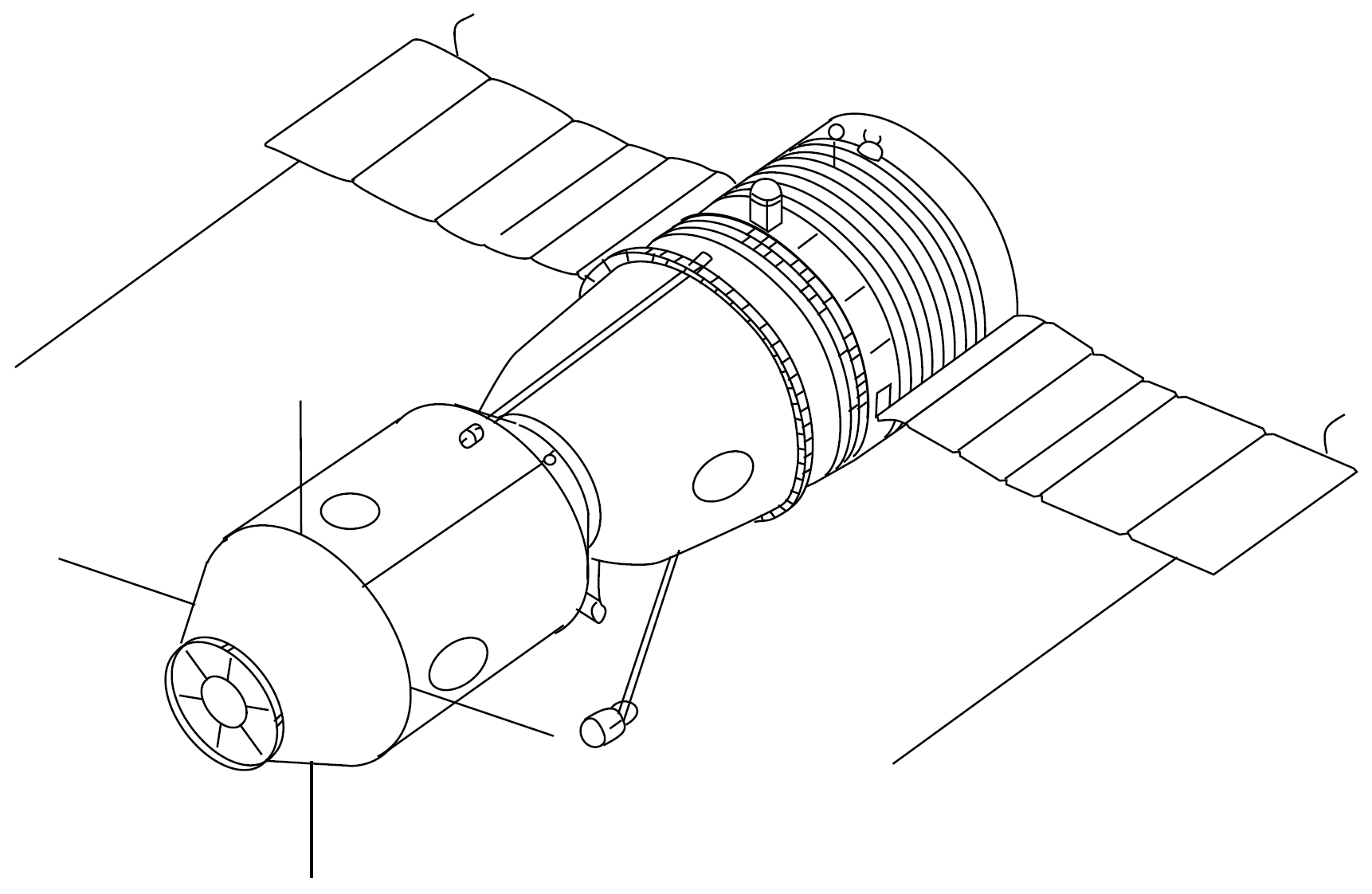
联盟7K（1963年）

联盟号飞船的基础设计来源于科罗廖夫在1960年代早期提出的联盟A-B-V概念（又称7K-9K-11K绕月复合体，或者L1）中的联盟7K部分。由于R-7火箭的运力有限，科罗廖夫设计的绕月飞船由3部分在地球轨道上组装而成。联盟7K在复合体中负责搭载2名乘员，联盟9K是轨道拖船，负责提供推力，而联盟11K是油船，在给联盟9K提供燃料后脱离。整个设计需要多次发射和多次对接，被更简单可靠的LK-1飞船设计所取代。

### 第一代

联盟7K-OK，搭载了对接设备

联盟7K-OKS，用于礼炮计划

尽管7K-9K-11K绕月复合体设计被弃用，但是联盟7K的设计却受青睐并被选为苏联下一代的载人飞船。从1967年到1971年发射的联盟1号到联盟11号被认为是第一代联盟号飞船。其特征是弯曲的太阳能电池板和轨道舱上方直立的“针”式对接系统雷达天线。它们可以搭载多至3人的组员，但此时苏联宇航员在舱内不穿戴航天服，为联盟11号事故埋下了隐患。第一代联盟号飞船又可以分为联盟7K-OK和联盟7K-OKS，后者为了和礼炮1号空间站对接做了一定修改，泊定和对接系统允许宇航员从联盟号内部转移到空间站上。
联盟7K-L1型是以联盟7K为基础设计的一款绕月飞行器，计划由新的质子运载火箭发射。从1967年到1970年，联盟7K-L1在探测器项目下进行了一系列无人测试（探测器4号到探测器8号）。早期测试事故频发，严重拖慢了项目进度。随着美国1968年12月完成阿波罗8号绕月任务和1969年7月阿波罗11号登月任务后，苏联官方逐渐对登月竞赛失去了兴趣，联盟7K-L1计划也随之取消。联盟7K-LOK型是和联盟7K-L1型同时研制的用于登月任务的改型，由于搭载其发射的N1火箭可靠性堪忧，整个计划在70年代中期取消，苏联决定集中精力完成更具有实际意义的太空站计划。 

### 第二代

升级后的联盟7K-T

联盟12号到联盟40号被认为是第二代联盟号飞船，称为联盟7K-T型，其特征是没有安装太阳能电池板，取而代之的是两根针状天线。这一衍生型是基于联盟号军用型设计（联盟P，联盟PPK，联盟R）改进而来，由于联盟11号灾难性的失压事故，第二代联盟号的组员减至二人，但他们配备了“隼”式舱内宇航服以防飞船起飞和再入时出现意外。
联盟7K-T/A9次型用于军用的钻石空间站，增加了空间站遥控系统和新的降落伞。另外一些变动至今仍未公开。
联盟7K-TM型用于1975年的阿波罗-联盟测试计划和1976年的联盟22号任务。联盟7K-TM型可以认为是二、三代联盟号飞船之间的过渡型。 

### 第三代

联盟T型

第三代联盟号飞船被称为联盟T型（T代表：俄语：，羅馬化：transportnyi，直译：「运输」），在1976年到1986年间发射。联盟T型的特征是其再次安装了太阳能电池板，和改进的“针”式对接系统（天线形状不同）。飞船组员增至3名，仍然配有“隼”式舱内宇航服。

### 第四代

#### 联盟TM型（1986年–2002年）

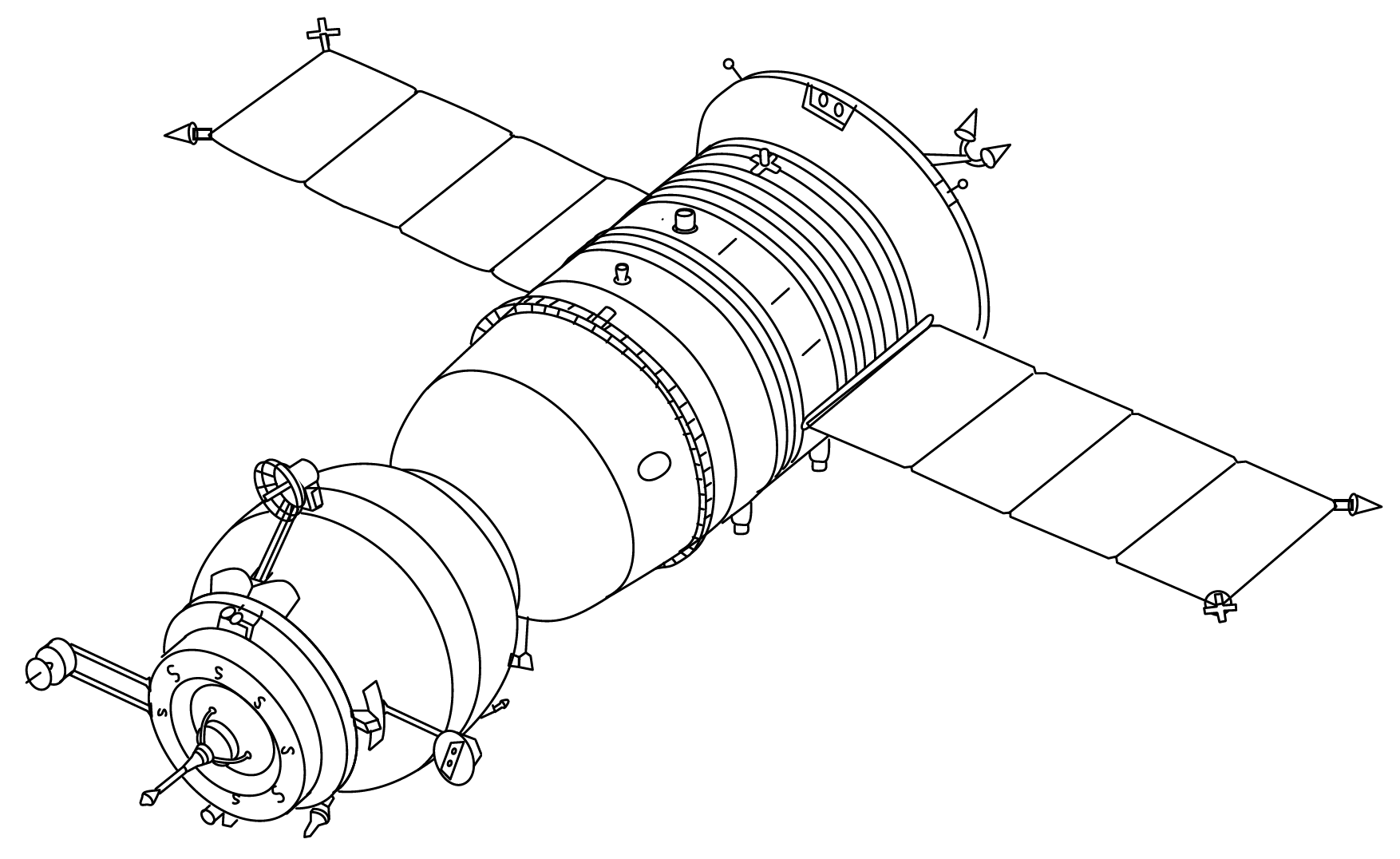
联盟TM型。注意船头天线的不同。

联盟TM型（M代表：俄语：，羅馬化：modifitsirovannyi，直译：「改进」）在1986年到2002年间发射。主要改进是将对接系统换成了更先进的“航向”对接系統（俄语：Курс）。在服役期间，联盟TM型主要用于向和平号空间站和国际空间站输送乘员。

#### 联盟TMA型（2003年–2012年）

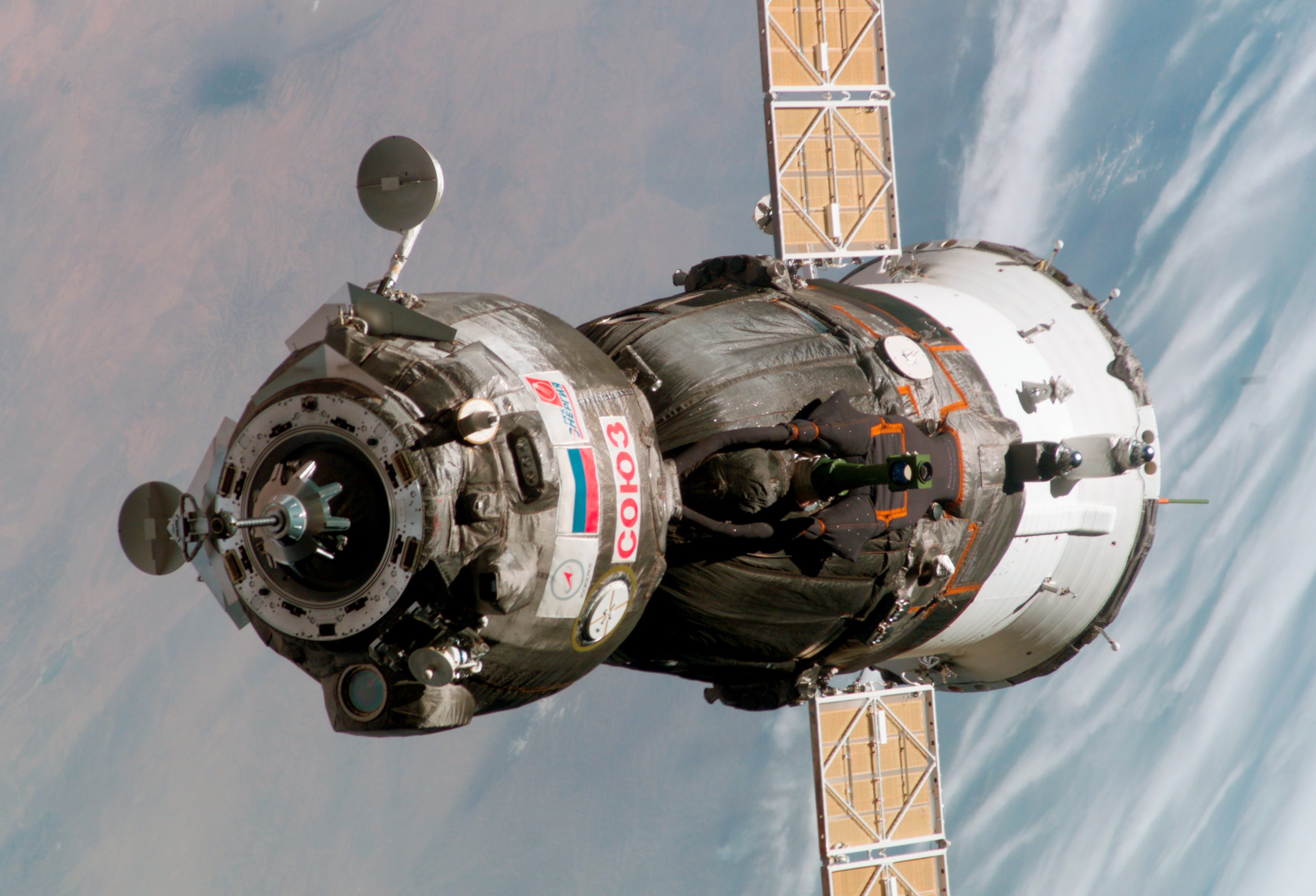
联盟TMA-6号

联盟TMA型（A代表：俄语：，羅馬化：antropometricheskii，直译：「人体测量学」）和上一代的联盟TM型在外观上非常相似，主要区别在于TMA型在NASA要求下改善了联盟号飞船的居住性，可以容纳更高更重的宇航员。另外TNA型拥有新的组员座椅，降落伞系统，和数字化的控制系统。

#### 联盟TMA-M型（2010年–2016年）
联盟TMA-M型是对联盟TMA型的再次改进，区别在于联盟TMA-M型加装了新的船载电脑，数字化屏显，新的对接系统，同时减去了50千克质量。联盟TMA-M型于2010年10月7日的联盟TMA-01M任务首飞。
2013年的联盟TMA-08M任务创造了空间站最速对接的新纪录。此次任务使用了6小时的“快速”对接模式，而不像之前的联盟号飞船那样需要用上2昼夜。

#### 联盟MS型（2016年至今）

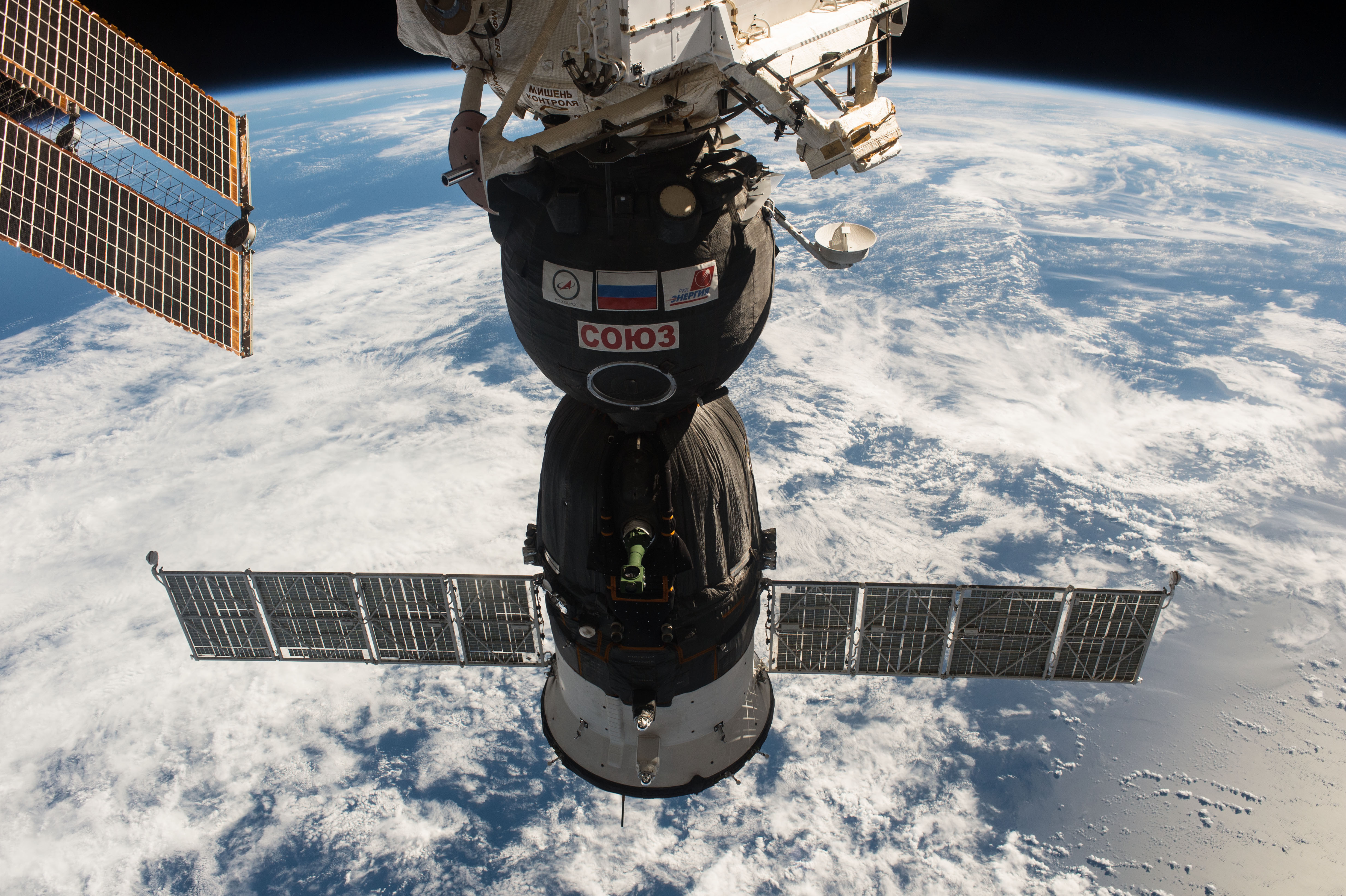
联盟MS-01号

联盟MS型是对联盟号飞船的最终升级，于2016年7月的联盟MS-01任务中首飞。
主要升级有：
- 更高效的太阳能电池板
- 改进的对接和轨道高度控制引擎
- 新一代“航向”对接系统，重量为上一代的一半，耗能为三分之一
- 新的TsVM-101船载电脑，重量为上一代的八分之一，体积也小得多。[32]
- 整合的数字化控制/遥测系统（MBITS）[32]
- 搭载了GLONASS/GPS和国际卫星辅助搜救协议（英语：International Cospas-Sarsat Programme），为返回舱落地后搜救工作提供帮助。

## 相关设计

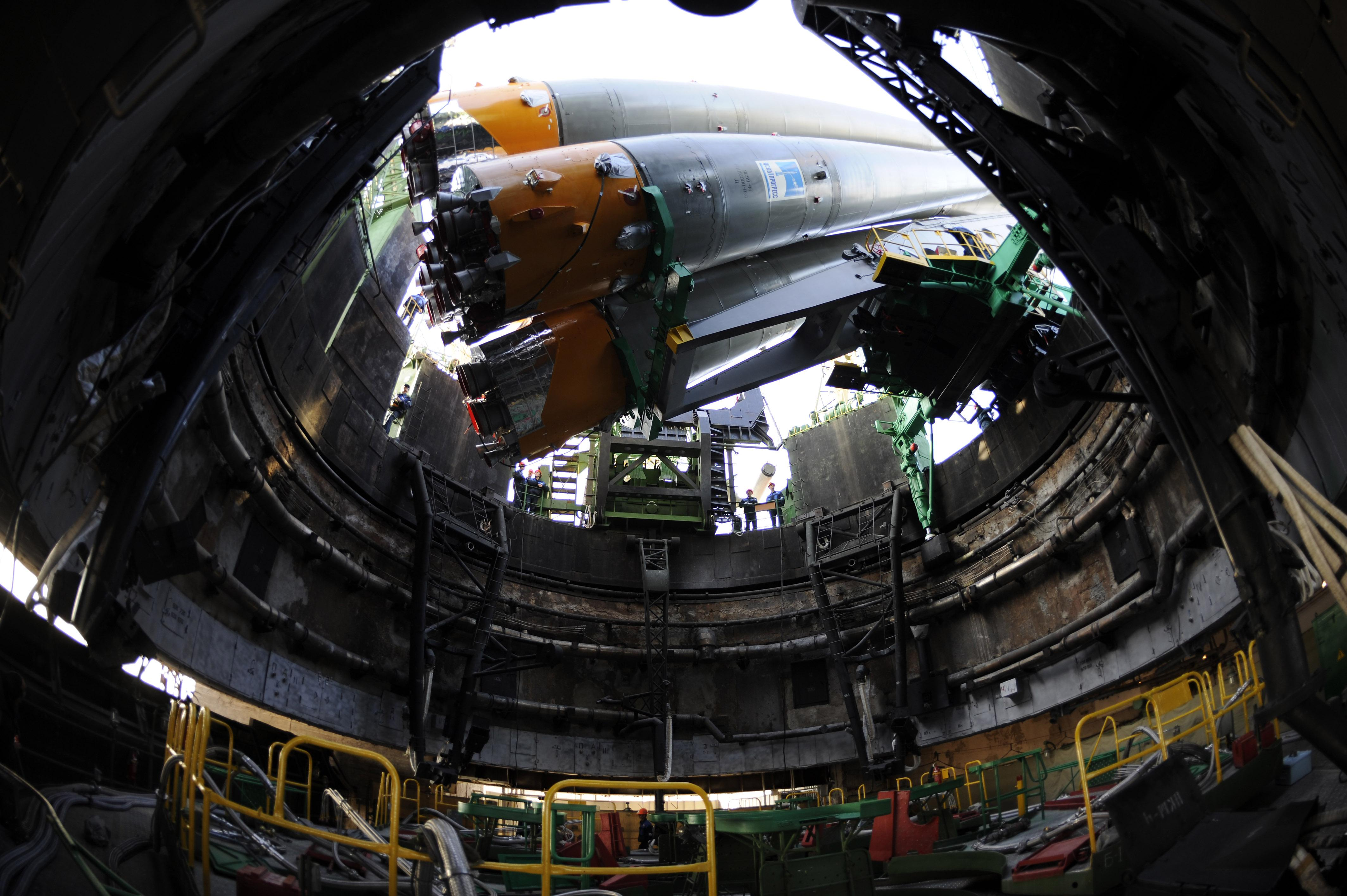
2008年联盟TMA-13号飞船。俄系火箭都是水平操作，與中美垂直總裝不同，一直到发射台才豎起發射，在哈萨克斯坦的拜科努尔航天发射场。

无人的进步号货船基于基于联盟号飞船衍生而来，用于为礼炮号空间站，和平号空间站和国际太空站提供物资补给。
尽管在技术上没有直接关联，但是中国的神舟飞船在设计时很大程度上参考了联盟号。
印度的ISRO轨道飞行器也使用了联盟号的基本构型。

## 图集

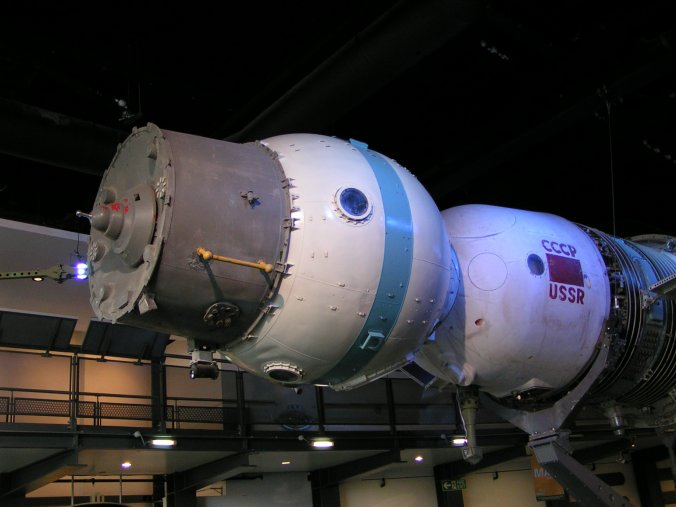
早期的联盟7K-OK型
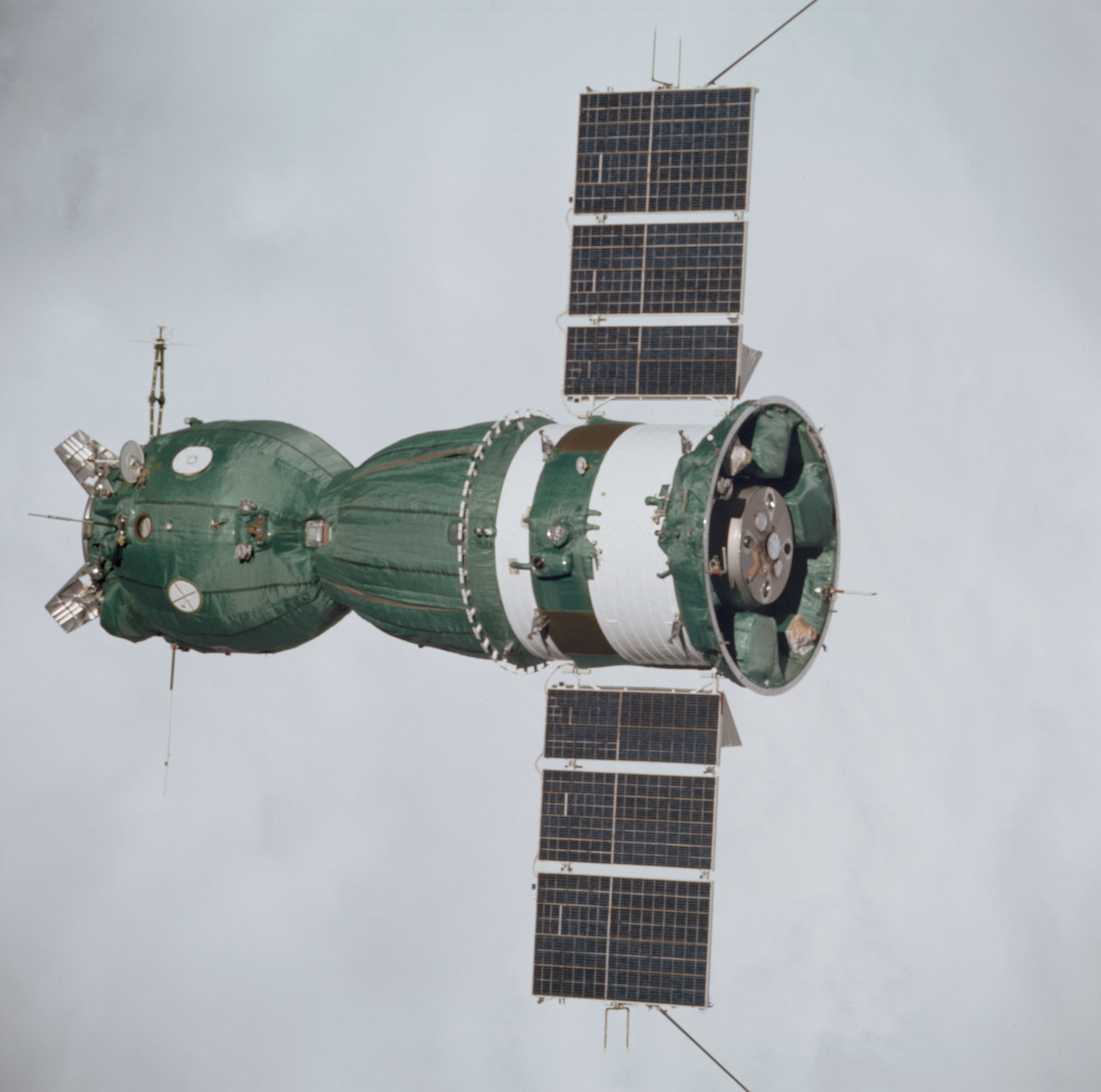
阿波罗-联盟测试计划中的联盟19号
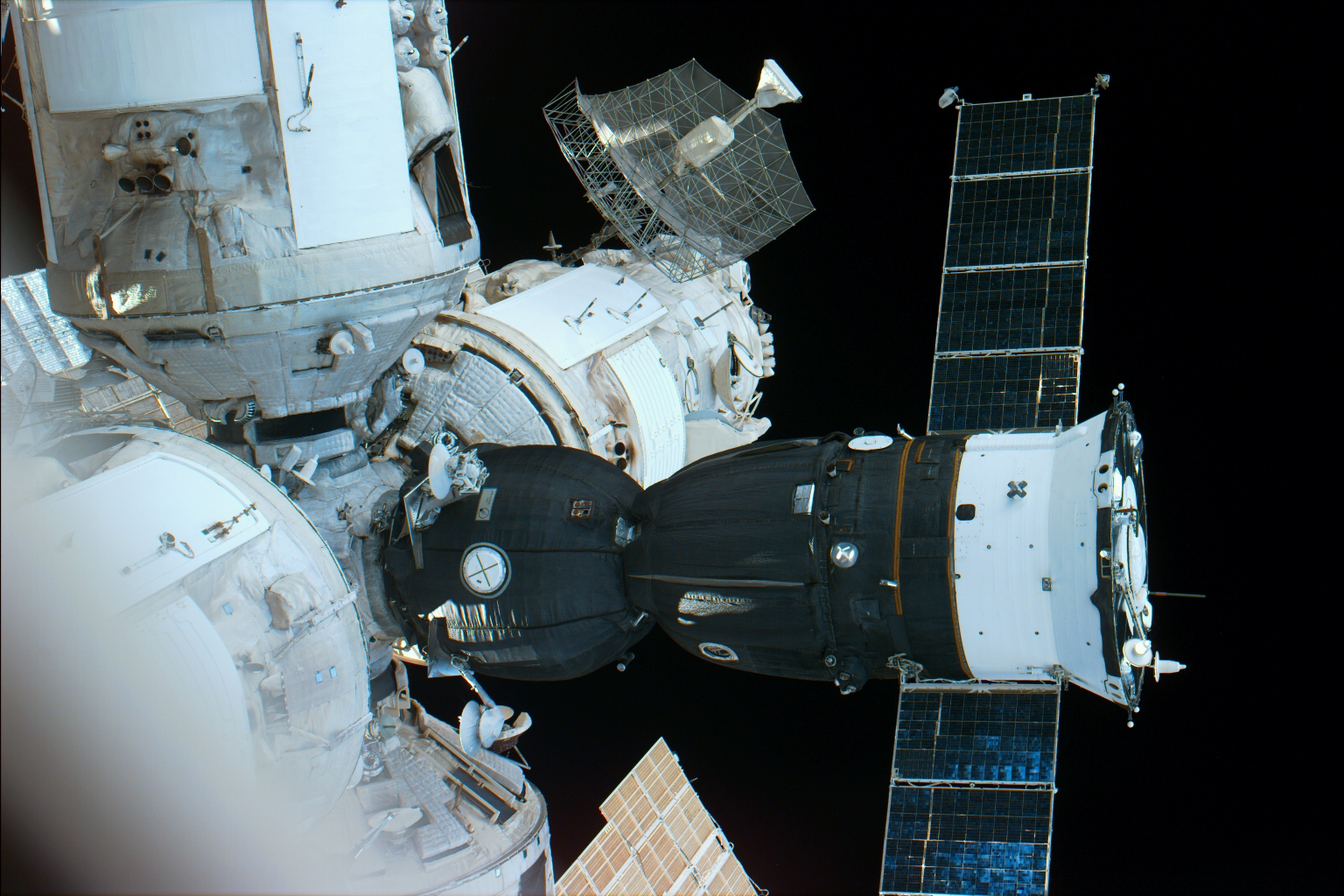
停泊在和平号空间站上的联盟号
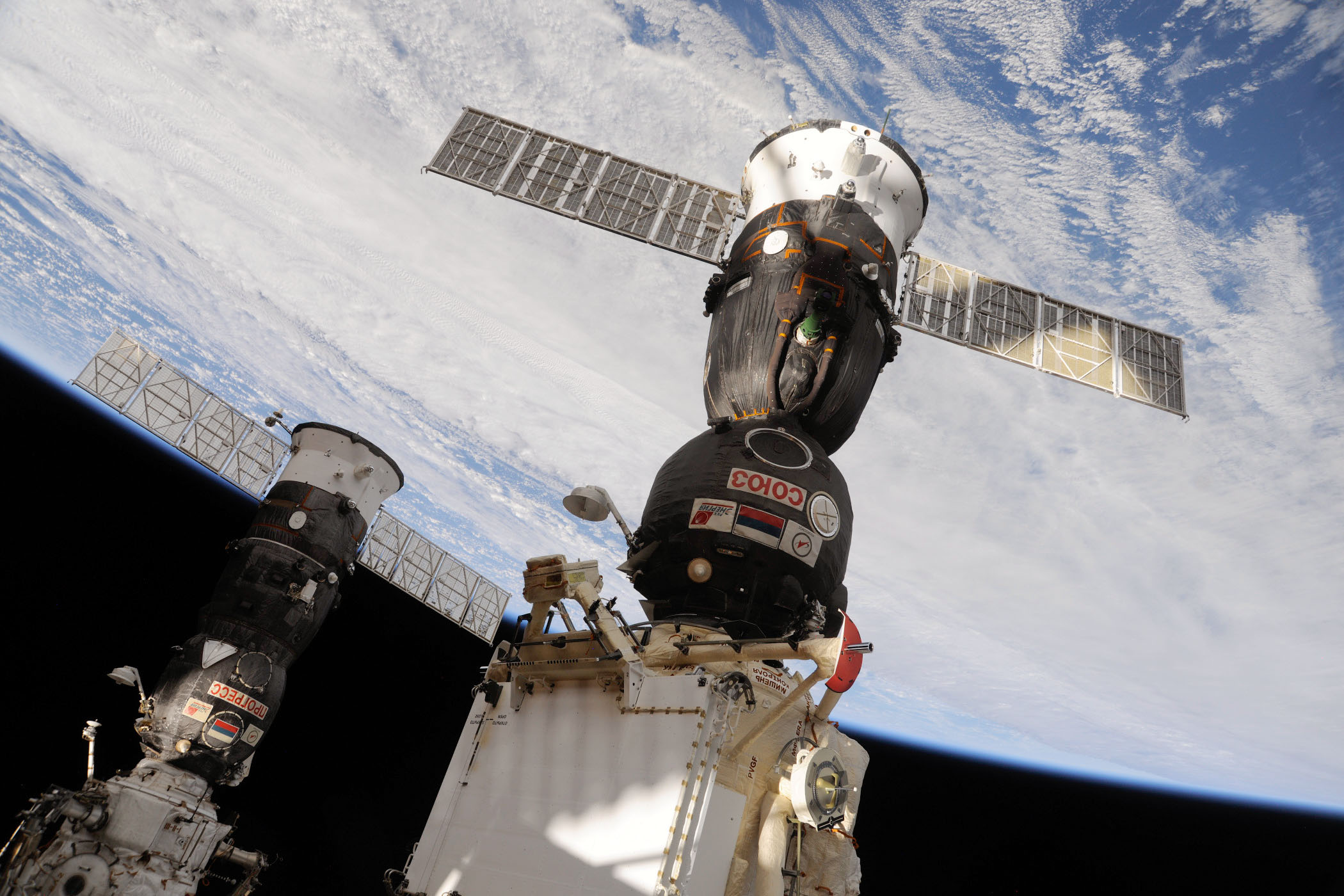
停泊在国际空间站上的联盟号
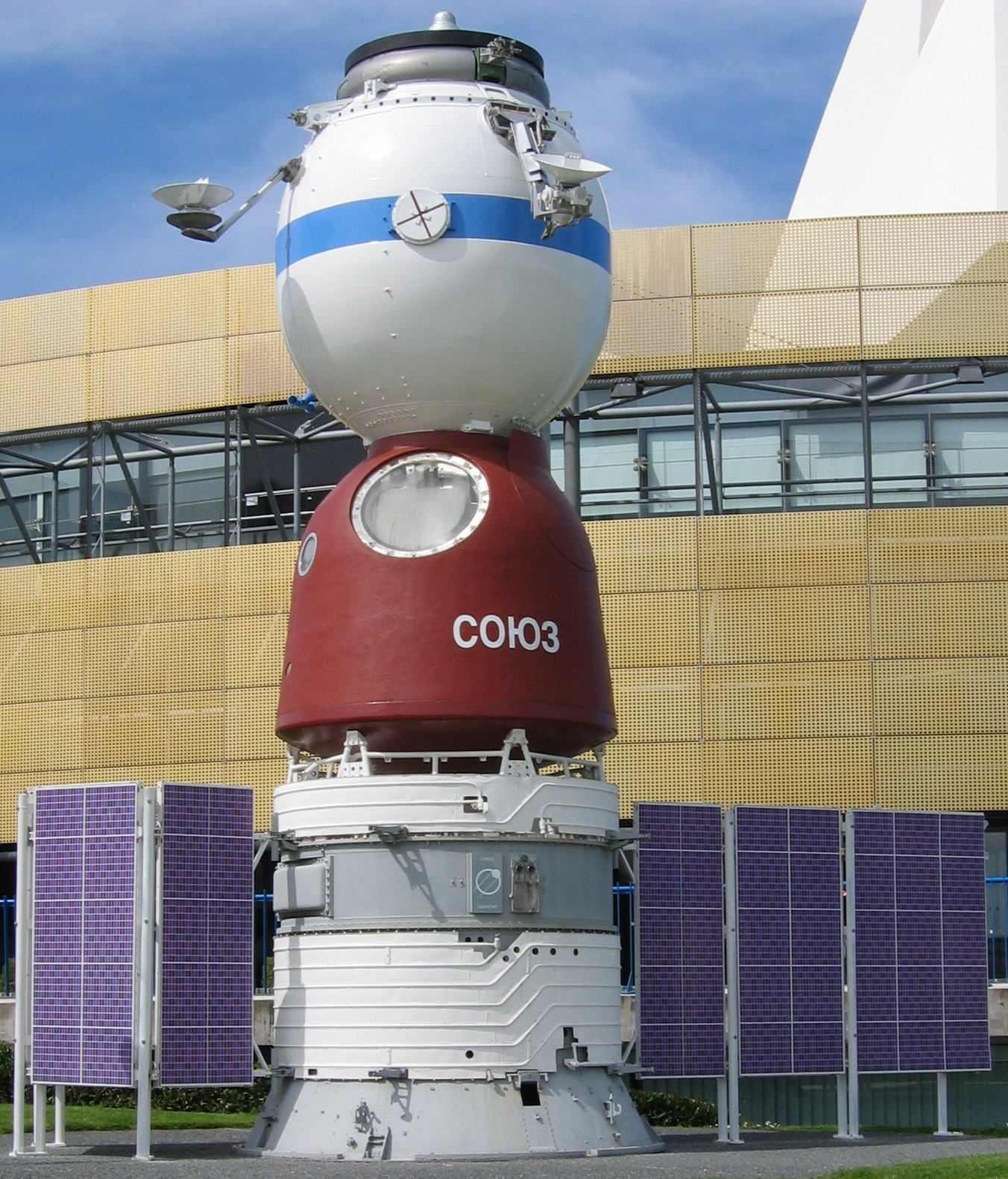
联盟号的复制品，注意三个部分的连接方式
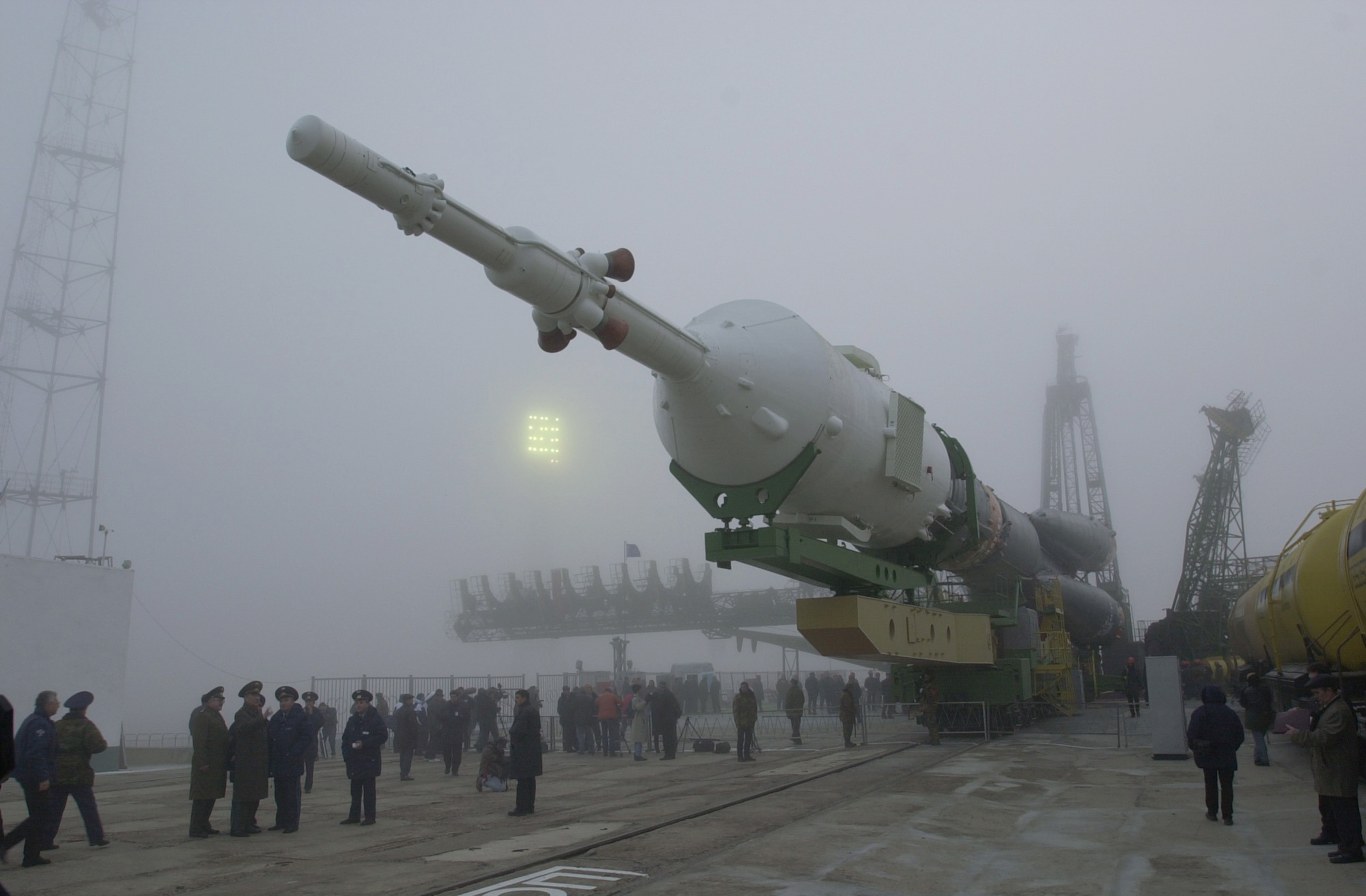
联盟TM-31号，发射前，2000年10月
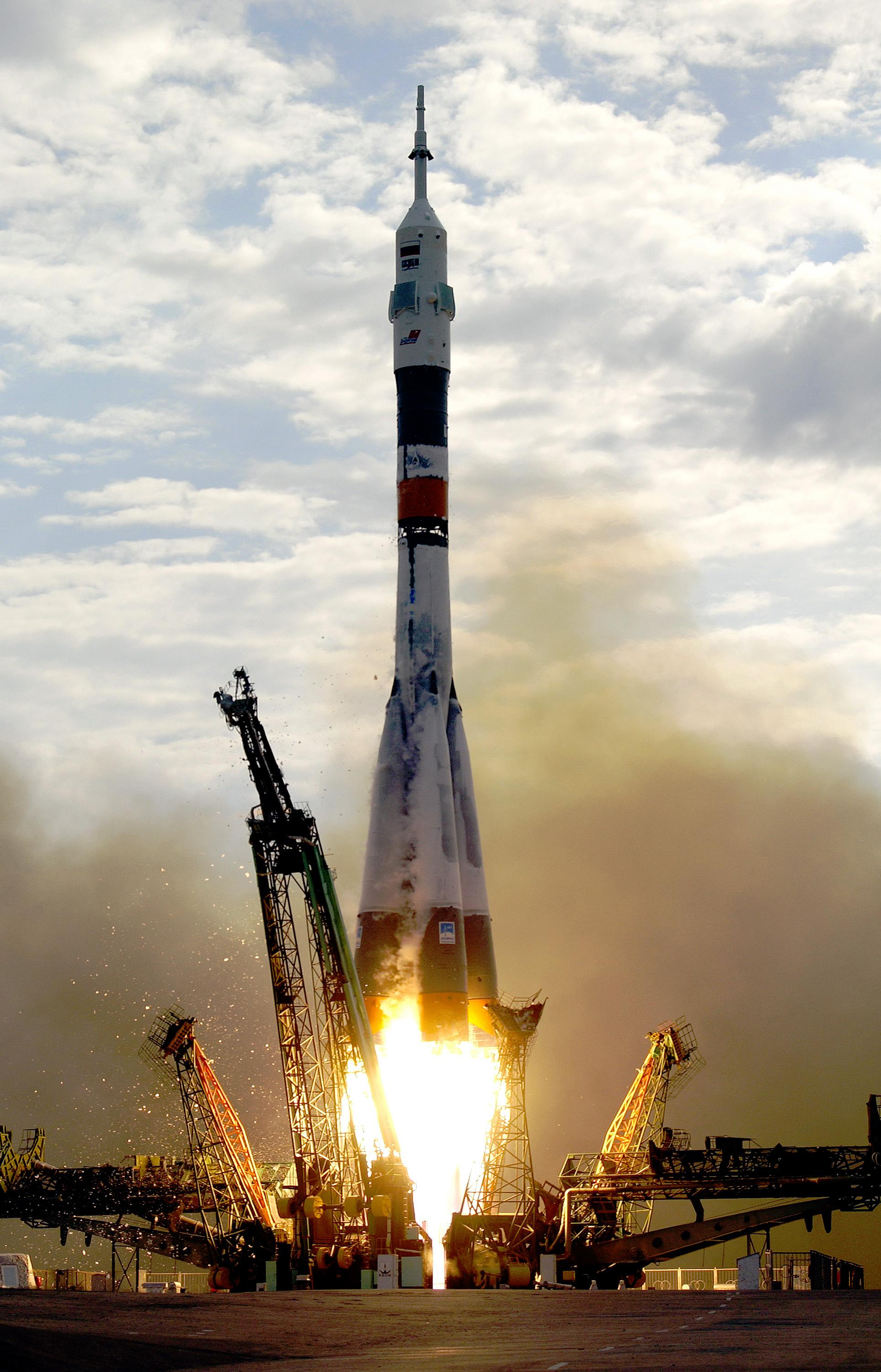
联盟TMA-2号，发射中，2003年4月
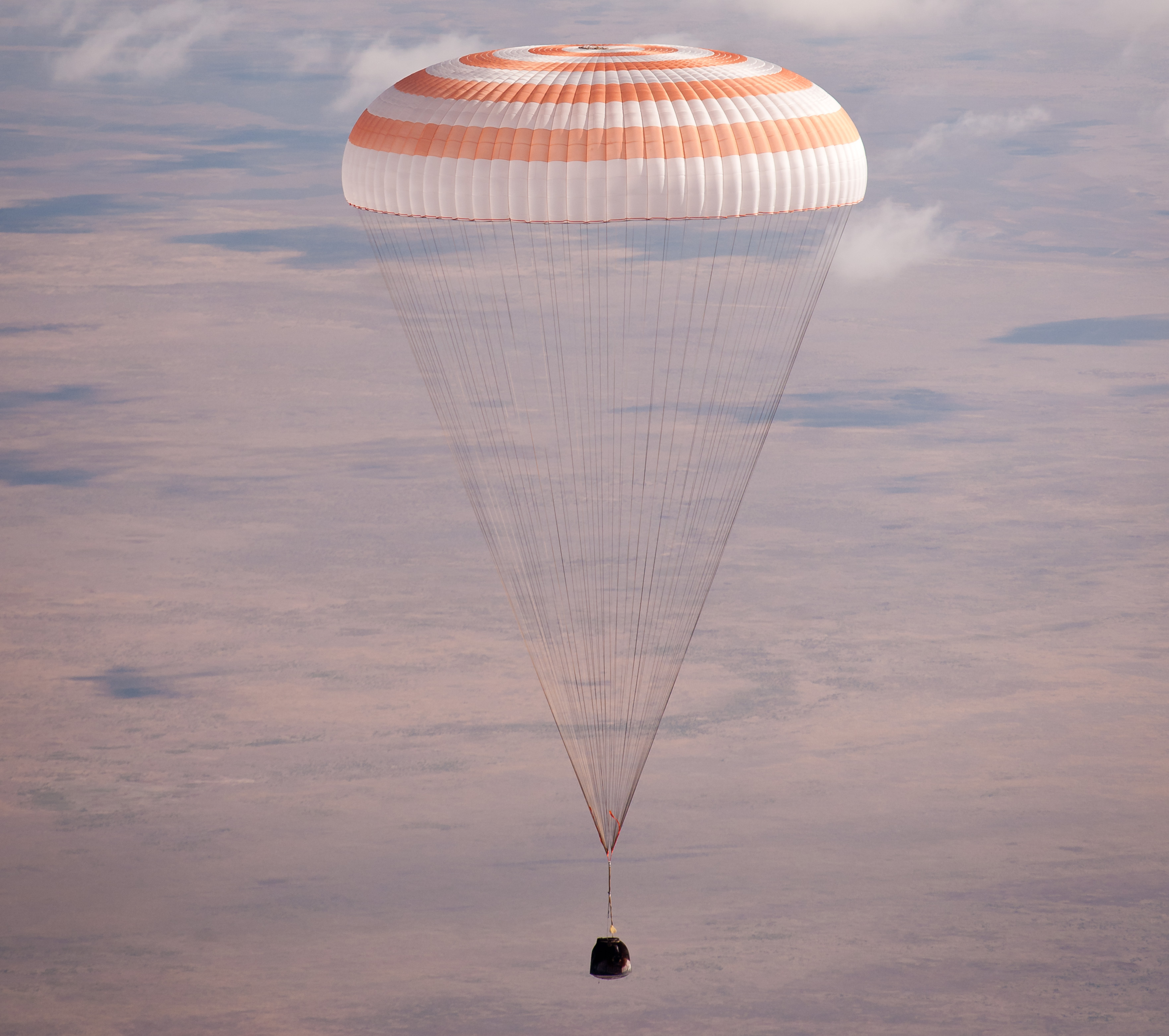
联盟TMA-21，返回舱降落中，2011年9月
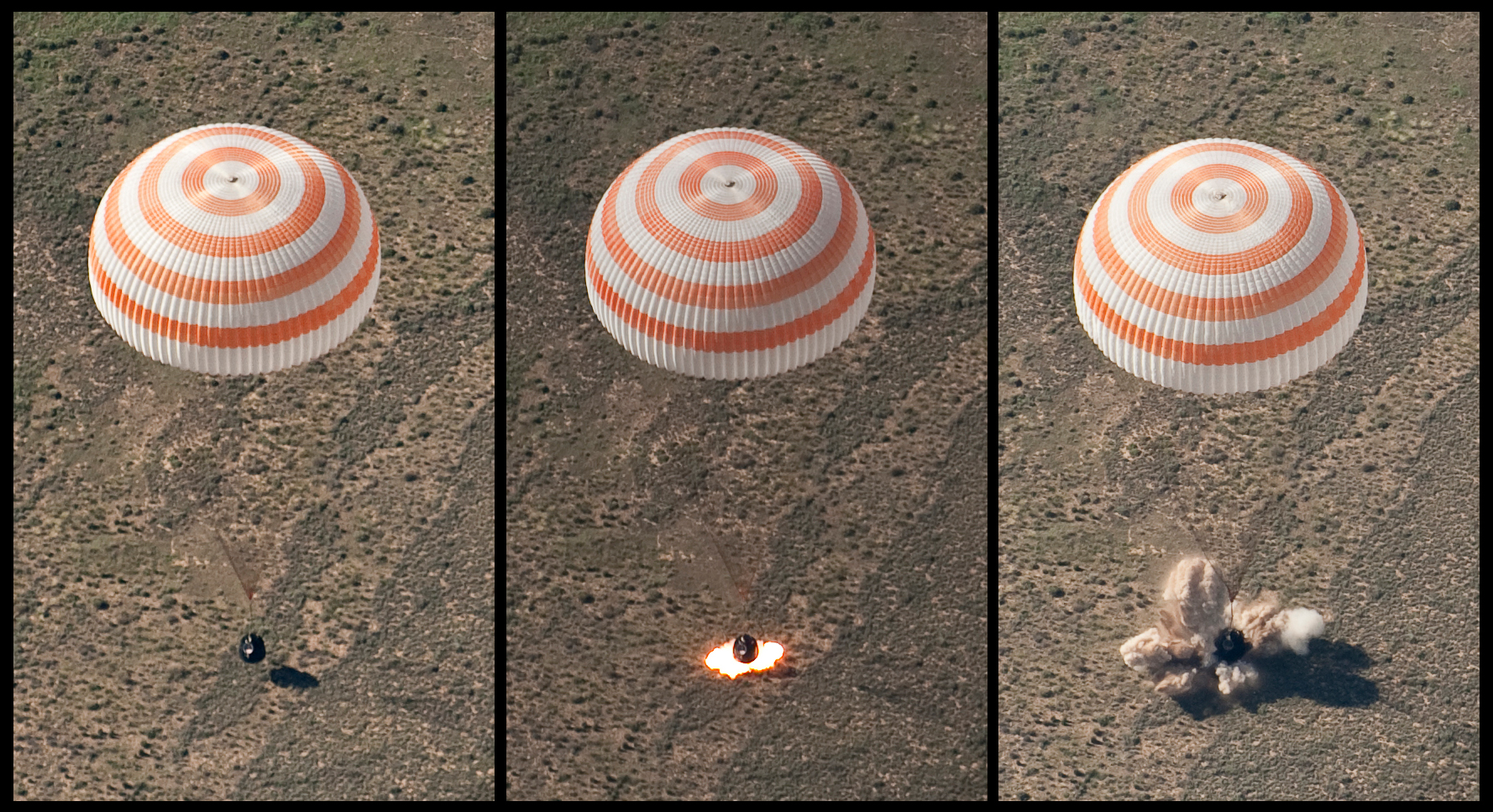
联盟号返回舱落地瞬间
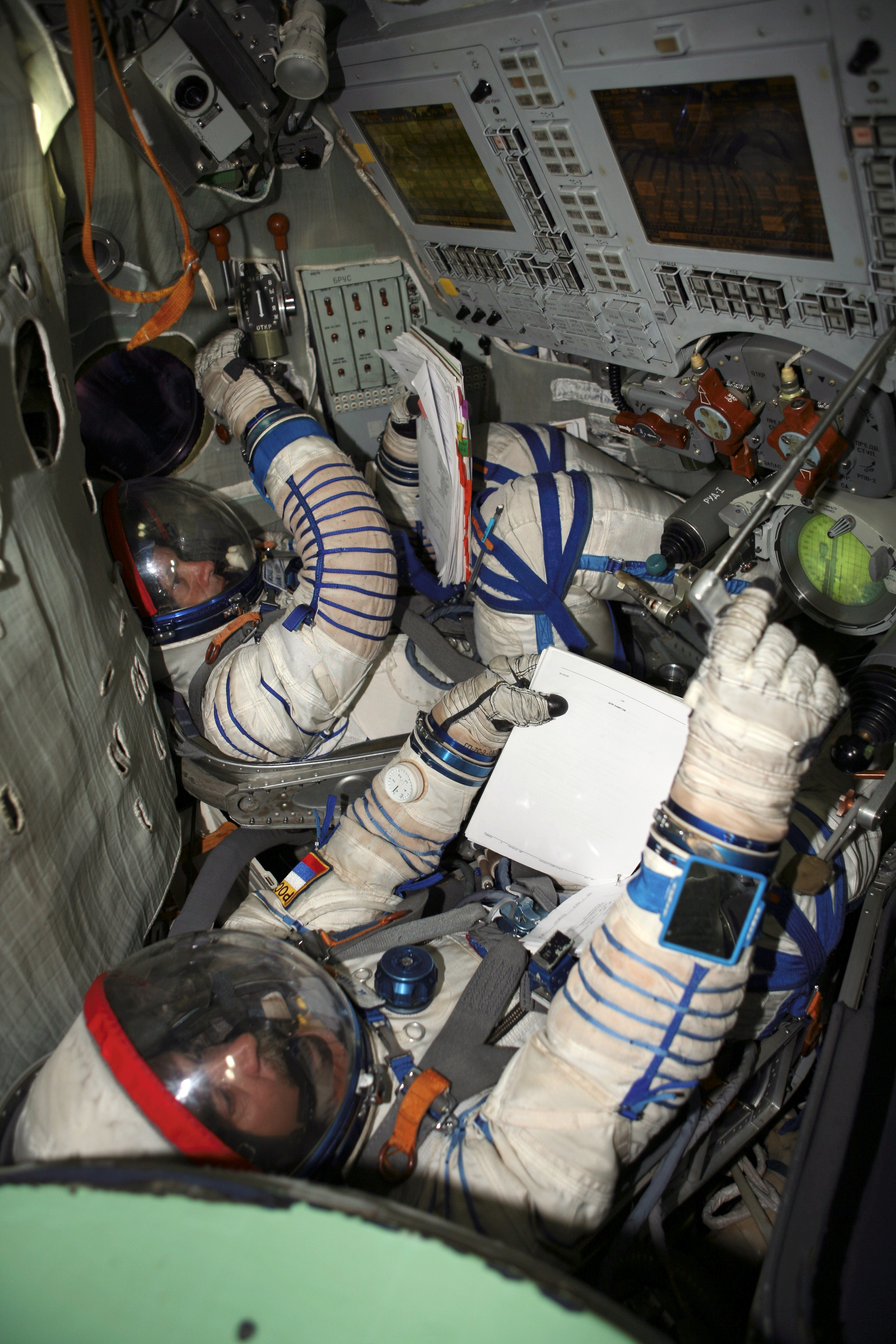
联盟号训练器的内部
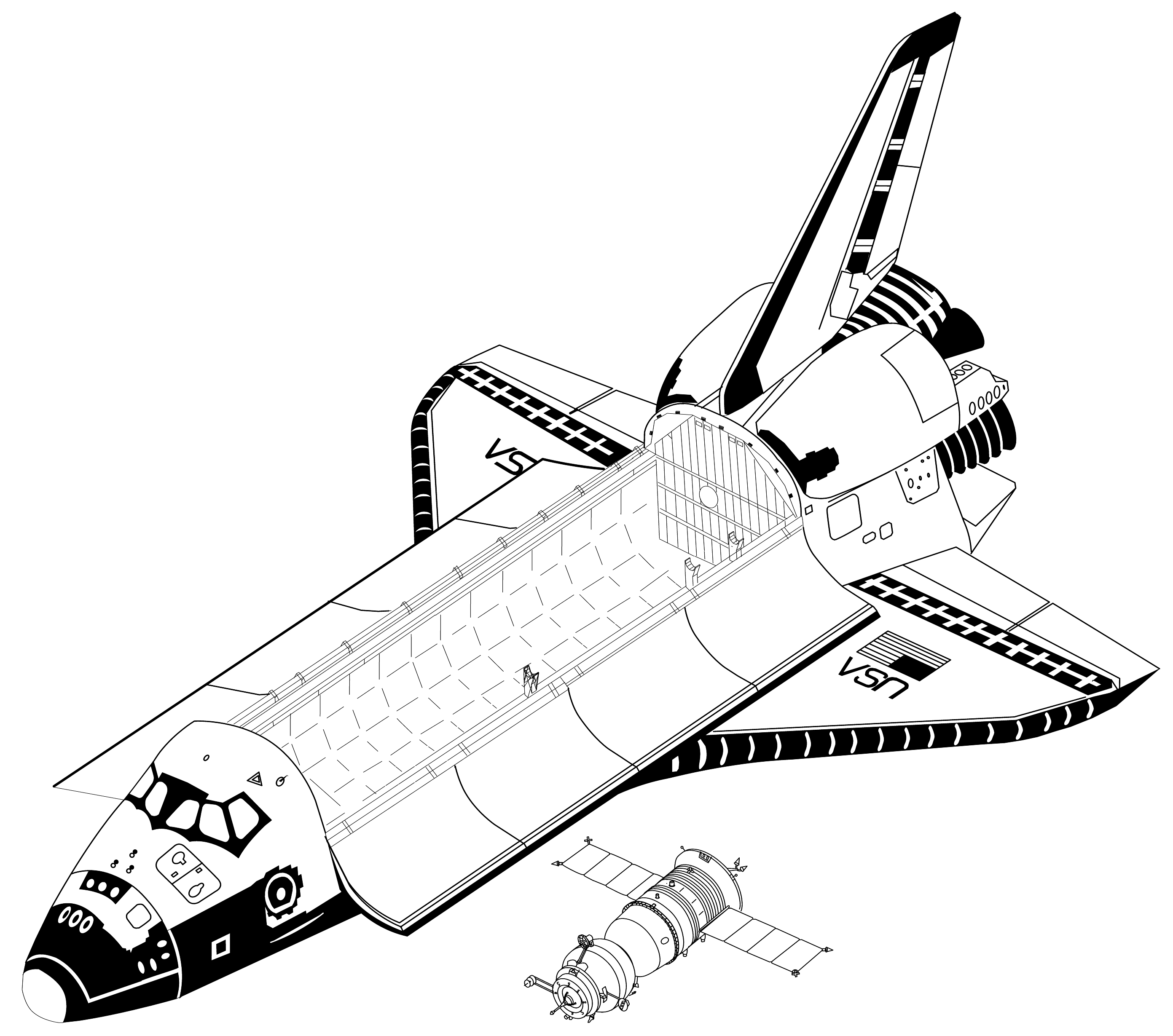
联盟号飞船（TM）与航天飞机的大小比较